# Miroslav Zikmund
Miroslav Zikmund   (Plzeň, 14 de febrer de 1919 - Praga, 1 de desembre de 2021) va ser un escriptor i explorador txec.

## Biografia
Després d'aconseguir el seu Abitur el 1938, Zikmund va entrar a la universitat, però no va poder graduar-se fins al 1946 a causa de la Segona Guerra Mundial. Va estudiar al costat de Jiří Hanzelka, amb qui completaria els seus viatges tota la vida. Els dos es van conèixer com Hanzelka i Zikmund i van fer diverses pel·lícules sobre les seves experiències.
Miroslav Zikmund va morir a Praga l'1 de desembre de 2021 a l'edat de 102 anys.

## Filmografia
- Afrika I. – Z Maroka na Kilimandžáro (1952)
- Àfrica II. – Od rovníku ke Stolové hoře (1953)
- Z Argentiny do Mexika (1953)
- Kašmír: Je-li kde na světě ráj (1961)